# Dodo dans la culture
Le dodo (Raphus cucullatus) est une espèce disparue historique (de la famille des Columbidae et proche du pigeon), éteinte à cause des activités humaines et, dans la culture, il est l'archétype ainsi que le représentant iconique des espèces disparues à cause des activités humaines (devant d'autres espèces disparues telles le thylacine, le quagga ou le grand pingouin). Le dronte de Maurice (son autre nom vernaculaire) est ainsi un animal célèbre et populaire auprès du public. C'est un personnage fréquent dans les films, séries télévisées et d'animation, ainsi que dans les jeux vidéo. Il est aussi très présent dans la littérature de jeunesse et de science-fiction. 
Très présent et ancré dans la culture populaire, il est souvent considéré comme un animal stupide et maladroit (mais également attachant et sympathique). Bien que les diverses recherches et études à son sujet ont depuis longtemps démontré que ces stéréotypes étaient infondés, cette image obsolète persiste malgré tout dans les esprits. Néanmoins, cela n'a pas empêché le dodo de devenir avec le temps un symbole et un émissaire célèbre et important dans la lutte pour la conservation des espèces menacées et la protection de l'environnent (au même titre que le panda géant par exemple).

## Représentations

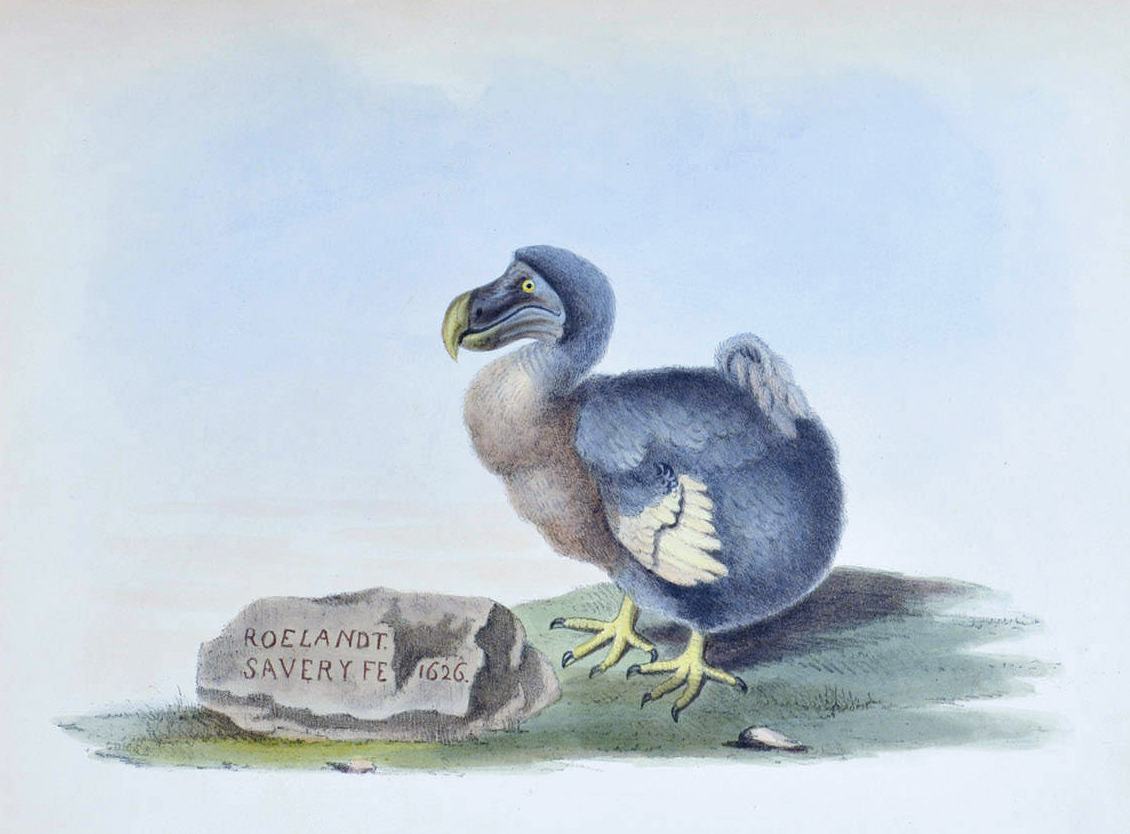
Le dodo, vu par Roelandt Savery, après observation d'un individu vivant importé en Europe au début du XVIIe siècle.

L’image populaire du dodo, oiseau stupide, vient de la célèbre peinture de Roelandt Savery (1589-1654) exposée au musée de l’université d’Oxford, et dont Lewis Carroll s’inspira dans Les Aventures d'Alice au pays des merveilles (1864). On sait aussi que l'apparence et le comportement fantaisiste de l'oiseau est en majorité repris des rapports et des représentations d'individus rapportés en Occident et Orient qui avaient été gavés durant les voyages en mer de plusieurs mois et tenus dans des conditions précaires et closes et qui, de fait, avaient pris du poids et avaient du mal à se déplacer par la suite. 
Il est cependant très probable que, même dans la nature, le dodo était bel et bien comme l'image populaire le veut mais de manière temporaire, lors des différentes saisons sèches de l'île Maurice, en s'engraissant lui-même à la fin des saisons humides afin de pouvoir subsister durant ces périodes difficiles. La plupart du temps, l'animal était bien plus fin et agile que les représentations anciennes laissent à penser.
Aujourd'hui, le dodo est davantage correctement représenté, grâce notamment aux nombreuses recherches et études récentes à son sujet. Andrew Kitchener, biologiste au Royal Museum of Scotland, a récemment[Quand ?] créé deux reproductions grandeur nature du dodo. L’une est exposée au musée d’Édimbourg, l’autre au musée d’Oxford. Basées sur des squelettes réels, elles représentent un oiseau plus mince et plus agile que celui de la peinture de Savery, qui avait vraisemblablement vu des individus gavés de biscuits. En 1991, la reconstitution de Kitchener a été confirmée lorsqu’on redécouvrit à La Haye des schémas réalisés en 1601 par Wolphart Harmanszoon. D'autres représentations exactes du dodo existent désormais autour du globe dans les musées, même si l'image traditionnelle de l'oiseau, même étant consciemment reconnue comme obsolète, persiste dans le public.

## Le motdodocomme symbole de stupidité
Dans plusieurs langues, le mot dodo est devenu un substantif signifiant « idiot, imbécile, crétin » :
- néerlandais dodo (langage des jeunes) [1].
- russe додо, dodó (langage des étudiants ; mot indéclinable) [2].

## Le thème du dodo dans la culture populaire
Le dodo, par sa popularité liée à son histoire, sa symbolique dans les différents aspects de la société humaine et son importance dans la pensée et mémoire collective, a de tout temps été représenté, souvent en hommage, dans la culture populaire.

### Marques, logos et emblèmes
- Le dodo est l’emblème national de la république de Maurice.
- La « Dodo » est le nom donné par la majorité des Réunionnais à la bière Bourbon, dont le logotype est constitué dudit volatile.

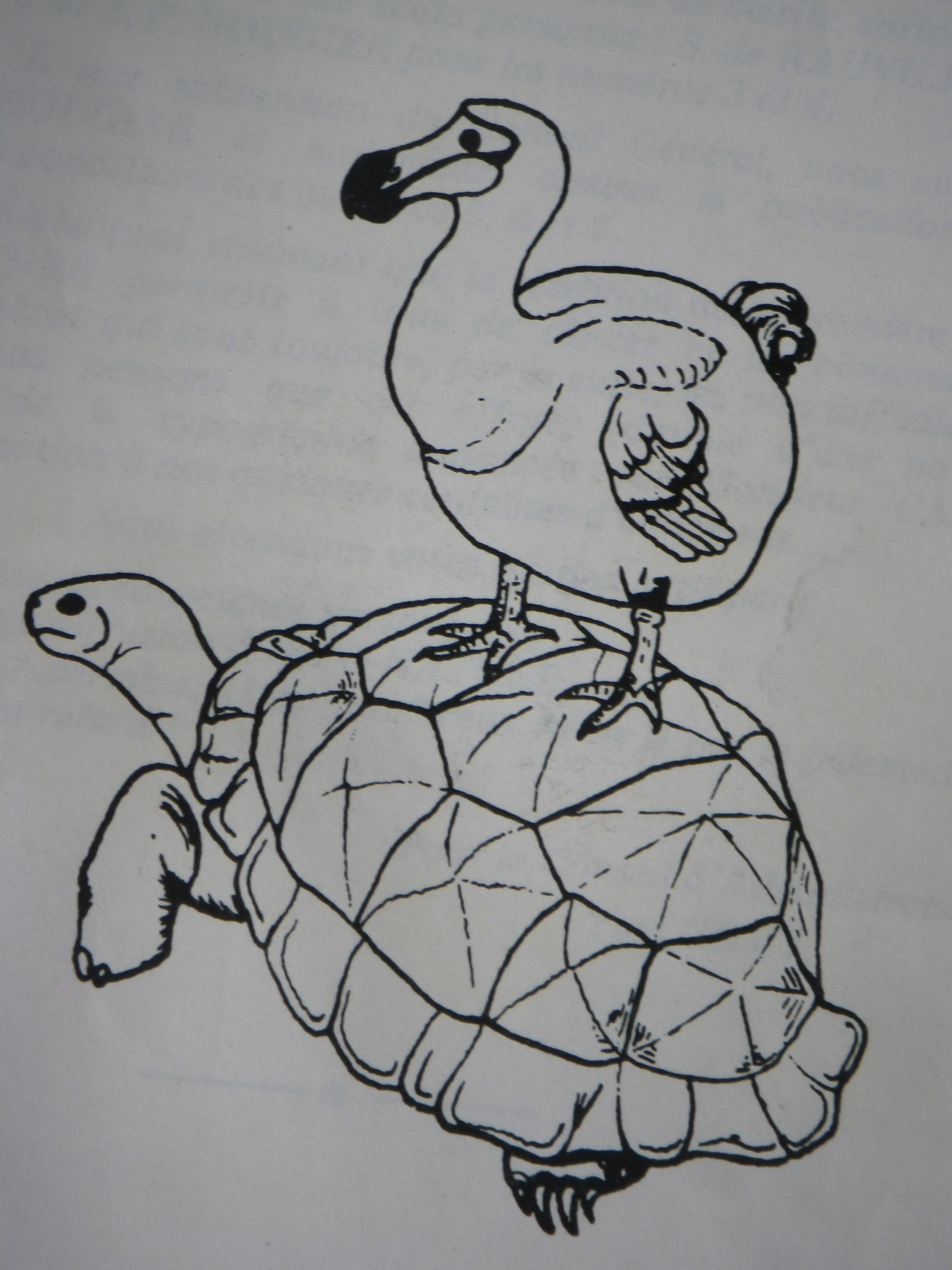
Vignette de la page de couverture dInfo-Nature, des numéros 1 à 23. La tortue sur laquelle l'oiseau est perché est possiblement une tortue du genre Cylindraspis, un genre éteint, de plusieurs espèces, également originaire de l'île Maurice et éteint à cause de l'homme, comme le Dodo.

- Le dodo est le symbole du Zoo de Jersey, un parc zoologique qui s’est depuis longtemps spécialisé dans l’élevage et la protection des espèces en danger, participant aussi à de nombreux projets de conservation et/ou de réintroduction d’espèces menacées dans leurs pays d’origine, et notamment à l’île Maurice.
- Le dodo est le logo de la Société nationale des directeurs de parcs zoologiques (SNDPZ), association qui intervient dans les domaines de conservation des espèces, de la protection de la nature, de l'éducation à la préservation de la biodiversité, de l'information zoologique, de la recherche scientifique, des loisirs dans le respect des principes du développement durable.
- The Dodo, une chaîne et marque populaire américaine YouTube, a pour emblème l'animal et a pour vocation de présenter des cas et histoires réelles d'animaux divers en situation de handicap autour du monde et des sujets et questions sérieuses relatives aux droits des animaux et à l'écologie[3].

### Cinéma et télévision
- Dans A la recherche du dodo perdu (1949), un cartoon Merrie Melodies de Fritz Freleng, Porky Pig part à la recherche du dernier dodo.
- Le dodo est un des personnages du film animé Disney Alice au Pays des Merveilles (1951), apparaissant à plusieurs moments dans le film[4]. Il apparaît aussi en personnage d'arrière plan dans le film Alice au pays des merveilles (2010) et sa suite Alice de l'autre côté du miroir (2016), respectivement réalisé et produit par le cinéaste Tim Burton et produit par la même société en tant que remake du film original de 1951.
- Le personnage du Dappere Dodo, littéralement « le vaillant dodo », fut créé le 3 février 1955 par le marionnettiste Bert Brugman pour la KRO (Katholieke Radio Omroep, une radio catholique néerlandaise), puis dans une série télévisée pour enfants. Cette série popularisa également la chanson du Dappere Dodo qui commence ainsi : Jongens, meisjes, kijk nu goed / Wat die dapp're Dodo doet. (« Les garçons, les filles, regardez bien maintenant / Ce que fait le vaillant dodo. »). Elle est aussi à l'origine de l'emploi, dans le langage des jeunes néerlandais, du mot dodo au sens d'imbécile, idiot[1].
- Dans les années 1980, s’inspirant du dronte, le journaliste globe-trotter Bernard Pichon crée le personnage de Dodu Dodo à la Télévision suisse romande. L’immense succès de cette série présentant l’oiseau — sous forme de marionnette — comme l’ambassadeur des espèces disparues ou menacées se propagera à travers toute la francophonie[5].
- Dans les années 1990, le personnage du dodo fait son apparition dans Dodo, le retour[6], une série éducative créée par Christian Joller et produite par Francis Nielsen. Mélange de dessin animé et de reportages sur le thème de l'écologie, cette série explique aux enfants comment vivent certaines espèces d'animaux et les conséquences de nos comportements sur l'environnement[7].
- Un des personnages de la série animée Bêtes à craquer diffusée de 1997 à 1999 est un dodo nommé Dodo, dernier de son espèce et obstiné à l'idée d'apprendre à voler.
- Un groupe de dodos apparaît dans le film en images de synthèse L’Âge de glace (Europe) ou L’Ère de glace (Amérique) (Ice Age en anglais). Ils tentent de s’organiser pour survivre mais leur maladresse comique entraîne la mort de la plupart d’entre eux. Dans le second opus, un dodo se fait rôtir vivant par un geyser vers la fin du film et d'autres apparaissent brièvement lorsque Scrat est au paradis.
- Un dodo est au cœur de l'intrigue du film Les Pirates ! Bons à rien, mauvais en tout (The Pirates! Band of Misfits) de Peter Lord en 2012.
- Dans l'épisode 4 de la saison 1 de la série Nick Cutter et les portes du temps, quatre dodos franchissent l'anomalie et se retrouvent au XXIe siècle, deux d'entre eux, sains, rentrent à leur époque tandis que les deux autres meurent à cause d'une espèce de ver solitaire dont l'un des personnages finit par être infecté.
- Dans l'épisode Maurice le dodo, le 57e épisode de la saison 4, d'Oggy et les cafards, Oggy découvre un dodo dans la rue, le recueille, et essaie de lui apprendre à voler tout en le protégeant de Dee Dee qui veut le manger.
- Dans le 3e épisode de la saison 10 des Simpsons, Lézard populaire, l’espèce des lézards que Bart a pris sous sa protection est responsable de la disparition du dodo. Dans un autre épisode, Homer fait son Smithers, 17e épisode de la saison 7, Mr. Burns demande a Homer de lui faire cuire un œuf de dodo.
- Dans American Dad, saison 9 épisode 1, Stan doit veiller sur un dodo confié par la CIA.
- Dans la série L'île de Noé, l'un des personnages animaux que l'île recueille est un dodo mâle, dernier représentant de son espèce. Son œuf est trouvé dans un iceberg puis est couvé par les vautours avant d'éclore. Il apparaît dans la saison 1.
- Dans le film Futurama, Vous prendrez bien un dernier verre (2008), des dodos apparaissent avec d'autres animaux éteints à la fin du film.
- Dans la série Phinéa et Ferb, de Disney, un dodo peut être vu dans le générique de début.
- Un dodo apparaît dans la forteresse de solitude de Superman dans un épisode de la série Superman, l'Ange de Métropolis.

### Jeux vidéo
- Dans le jeu Soleil sur Mega Drive de Sega, l'un des amis animaux que le joueur intègre dans son groupe est un dodo, qui le rejoint après avoir été sauvé des flammes à Fleur Brûlé dans le passé. Il a un pouvoir qui permet à l'épée du héros de devenir collante.
- Dans le jeu mobile Jurassic Park Builder (sur Android), il est possible de faire évoluer des dodos dans le parc Cénozoïque.
- Dans l'autre jeu mobile Jurassic World, le jeu (également sur Android), les dodos sont la nourriture de la plupart des carnivores cénozoïques. En outre, l'un des Boss du jeu est un dodo géant modifié appelé le « Dodo de la mort ».
- Dans l'extension Animaux Disparus du jeu Zoo Tycoon 2 (2004), il est possible de trouver et de compléter des fossiles de dodos pour pouvoir ensuite en recréer et les placer dans un zoo.
- Dans le jeu GTA 3, dodo est le nom d'un avion dont les ailes du dessus sont coupés et trop courtes, le joueur peut néanmoins le faire voler durant quelques secondes.
- Dans GTA 5 (version PS4 et ultérieure), le dodo prête son nom à un hydravion que le joueur peut obtenir à la suite d'un défi dans le mode histoire, ou en l'achetant dans le mode en ligne.
- Dans le jeu Ark Survival Evolved, le dodo est l'une des créatures les plus abondantes du jeu, avec une grande facilité d'apprivoisement. À noter que des créatures chimères prenant le dodo comme animal de base ont été créés, ainsi, il y a le Dodorex (mi-dodo mi-t-rex) et le Dodowyvern (mi-dodo mi-wyvern). Lors des évènements Halloween, des dodos zombies font leur apparition.
- Dans le 5e opus de l'univers de Monster Hunter, Monster Hunter World, le Kulu-Ya-Ku (un monstre de la famille des wyverns aviaire de type raptor) possède des particularités physique du dodo, notamment sa tête. Son comportement semble être aussi inspiré de l'image de celui du dodo. Il est lâche, faible et préfère éviter les combats, ce qui peut le rendre hilarant en certaines occasions.

### Musique
- La chanson Le dodo figure dans le 11e album studio de Chantal Goya, Le monde tourne à l'envers, datant de 1987. Un personnage à l’effigie du dodo a été créé pour les différentes prestations télévisées où Chantal Goya a interprété cette chanson.
- Le troisième album studio de la chanteuse Aimée Mann s'intitule Bachelor No. 2 or, the Last Remains of the Dodo (B.O. du film Magnolia)
- Un groupe de folk psychédélique de San Francisco a pris pour nom de scène The Dodos. Leur premier album, signé Meric Long, porte le nom de Dodo Bird (2005).
- The Way of the Dodo est une chanson du rappeur britannique Michael Geoffrey Skinner, alias Mike Skinner, alias The Streets. Elle figure dans son 4e album, Everything Is Borrowed.
- Le groupe Genesis composa une chanson en 1981 sur son album Abacab intitulée Dodo/Lurker dont les paroles dépeignent l'aversion des colons pour l'animal « Too big to fly, dodo ugly so dodo must die... » à leur arrivée sur l'île Maurice, et la traque dont il fut l'objet « And trap him at the bottom of the sea ».

### Littérature, édition et presse
- Dans Les Aventures d'Alice au pays des merveilles (1864), Lewis Carroll fait apparaître comme personnage que Alice rencontre un dodo parlant. L'animal était déjà éteint à l'époque de la publication du roman. C'est d'ailleurs ce roman qui a introduit et présenté cet animal aux public et dont il doit donc en grande partie par la suite sa notoriété actuel.
- The Last Dodo (en), « le dernier dodo », est un roman original de Jacqueline Rayner (BBC Books) publié le 19 avril 2007 et basé sur la série télévisée britannique Doctor Who, où apparaissent entre autres les personnages du 10e Docteur Who et de Martha Jones.
- Les Aventures de Cosmo, le Dodo (initialement, le Dodo de l'espace) sont une série d'ouvrages destinés à la jeunesse, et publiés à partir de 2008 par l'éditeur Origo. Ils tendent à sensibiliser leurs jeunes lecteurs à différents problèmes liés à l'écologie (ressources renouvelables, modification du climat, etc.).
- Dans le livre Les Animaux fantastiques de J.K. Rowling, le dodo est présenté comme une créature magique de l'univers de Harry Potter, connue par les sorciers sous le nom de « Dirico » (en anglais : « Diricawl »). L'animal y est décrit comme étant capable de se téléporter dans un tourbillon de plumes, ce qui fit croire aux non-sorciers qu'ils avaient provoqué sa disparition à cause de la chasse (dans l'univers, la téléportation est aussi d'ailleurs partagée seulement avec le Phénix, animal fantastique représenté principalement par le personnage de Fumseck, le compagnon de Albus Dumbledore). Étant devenue une icône des espèces disparues par l'homme, les sorciers décidèrent de garder secrète sa survie. Une famille de dodo/dirico est aussi vue brièvement dans le film du même nom, sorti en 2016.
- La Voix du dodo[8], dont le sous-titre est : « le journalisme bouge encore », est un organe de presse en ligne, propulsé par WordPress.
- Thursday Next, héroïne éponyme de la série de livres de Jasper Fforde, possède un dodo comme animal de compagnie.
- Dans la pièce de théâtre Sous la varangue, une histoire mauricienne de Christophe Botti (éditions Les Cygnes 2013), le personnage principal est un scientifique qui mène des recherches à l'île Maurice sur le dodo. Christophe Botti fait apparaître à la fin de l'histoire un squelette de dodo qui danse.
- Longue vie aux dodos (Dodos Are Forever, 1989) est un roman de Dick King-Smith, illustré par David Parkins, sur une histoire de dodos amoureux qui voient débarquer pirates et rats sur leur île en même temps qu'un typhon.
- Les Vilains Poulets (The Ugly Chickens) de Howard Waldrop (prix Nebula 1980 et World Fantasy 1981)[9], une nouvelle longue consacrée à la disparition des dodos[10].
- Le fameux écrivain J.M.G. Le Clézio consacre plusieurs pages au dodo dans son roman presque autobiographique Alma (2017). L'un des nombreux personnages, Jérémie, est en quête de l'oiseau et un autre personnage, Dominique, a aussi pour alias le dodo.
- Le dodo est brièvement mentionné dans le roman Jurassic Park de Michael Crichton, lorsque la possibilité de recréer des espèces disparues par clonage est évoquée par le personnage de Dogson lors du conseil de la société Biosyn, rivale d'InGen, en même temps que le Quagga .
- Dans l’univers/dimension de Larval Earth, un univers anthropomorphique de Marvel et un des univers de la parodie de Spider Man, Spider Ham, la parodie/alter-ego du personnage de Dum-Dum Dugan de cet univers est un dodo du nom de Dodo Dugan.
- Le Dodo, pièce écrite et jouée par le conteur poitevin Yannick Jaulin.

### Philatélie
Plusieurs pays ont fait figurer un dodo sur leurs timbres. Le plus ancien d'entre eux semble être un timbre de l'île Maurice, émis en 1954. On peut citer entre autres :
- Île Maurice : 1954 [Scott 261], 1965 [Scott 287], 1968 [série de trois; Scott 322, 324, 326], 1968 [Scott 332], 1978 [Scott 464c], 1979 [Scott 485], 1992 [Scott 761], 1997 [Scott 844].
- Cuba : 1974 [Scott 1914].
- Laos : 1994 [Scott 1156].
- Micronésie : 1999 [Scott 347h].

### Numismatique
Le dodo figure ou a figuré sur quelques pièces de monnaie de l'île Maurice :
- Pièce commémorative « Mauritius Independence » de 10 roupies, émise en 1971 ;
- Pièces d'or de 100, 250, 500 et 1 000 roupies, émises à partir de 1988.